# Широке (Михайло-Лукашівська сільська громада)
Широке — село в Україні, у Михайло-Лукашівській сільській громаді Запорізького району Запорізької області. Населення — 330 осіб (станом на 1 січня 2007 року). До 2020 року орган місцевого самоврядування — Максимівська сільська рада.

## Географія
Село Широке розташоване за 66 км від обласного центра та 36 км від міста Вільнянська, на одному з витоків річки Середня Терса. Сусідні, населені пункти: села Трудолюбівка (2 км) та Терсянка (3 км). Найближча залізнична станція — Вільнянськ (за 36 км).
Площа села складає 203 га та налічує 119 домогосподарств. 

## Історія
Село засноване у 1921 році, на місці хутора Широке, коли відбувалось організоване переселення мешканців з інших областей України. Початково було назване на честь Уральського полку Червоної армії.
У 1932—1933 роках селяни зазнали сталінського геноциду.
День села досі відзначається 20 вересня — в цей день 1943 року сюди ввійшла Червона армія, відновивши радянський режим.
З 24 серпня 1991 року село у складі незалежної України.
19 травня 2016 року селу відновлена історична назва — Широке.
12 червня 2020 року, відповідно до розпорядження Кабінету Міністрів України № 713-р «Про визначення адміністративних центрів та затвердження територій територіальних громад Запорізької області», село увійшло до складу Михайло-Лукашівської сільської територіальної громади.
19 липня 2020 року, в результаті адміністративно-територіальної реформи та ліквідації Вільнянського району, село увійшло до складу новоутвореного Запорізького району.

## Інфраструктура
- Будинок культури, в якому діє гурт художньої самодіяльності[5].
- Православний храм — церква Почаївської Божої Матері.

## Пам'ятки
- Братська могила вояків Червоної армії.
- Пам'ятник полеглим односельцям під час німецько-радянської війни.